# كيريل لازاروف
كيريل لازاروف مواليد 10 مايو 1980، هو لاعب كرة يد مقدوني يلعب كظهير أيمن. يلعب حاليا مع نادي برشلونة لكرة اليد ويحمل الرقم 77. مثل منتخب مقدونيا لكرة اليد.

## المسيرة الاحترافية
لعب مع نادي فيسبرم لكرة اليد من سنة 2002 إلى 2007، ثم لعب مع نادي ثيوداد ريال لكرة اليد في الدوري الإسباني في موسم 2010–2011، ثم انضم إلى نادي برشلونة لكرة اليد في سنة 2013.

## سجل المنافسة
شارك في البطولات التالية:
- بطولة العالم لكرة اليد للرجال 2015
- بطولة أوروبا لكرة اليد للرجال 2012
- بطولة أوروبا لكرة اليد للرجال 2014
- بطولة أوروبا لكرة اليد للرجال 2016

## روابط خارجية
- كيريل لازاروف على موقع الاتحاد الأوروبي لكرة اليد (الإنجليزية)
- كيريل لازاروف على موقع الاتحاد الفرنسي لكرة اليد (الفرنسية)